# Inga velutina
Inga velutina är en ärtväxtart som beskrevs av Carl Ludwig von Willdenow. Inga velutina ingår i släktet Inga och familjen ärtväxter. Inga underarter finns listade i Catalogue of Life.